# Шиш-Махал (Лахорская крепость)
Шиш-Маха́л (урду شیش محل‎; досл.: «Дворец зеркал») — дворец, расположеный в квартале Шах-Бурдж в северо-западном углу Лахорской крепости. Он был построен во времена правления могольского падишаха Шах-Джахана в 1631—1632 годах. Богато украшенный павильон из белого мрамора инкрустирован флорентийской мозаикой и сложными зеркальными работами высочайшего качества. Зал Шиш-Махала был зарезервирован для личного пользования семьёй и ближайшими советниками падишаха. Он входит в число 21 памятника, последовательно возведённых могольскими падишахами внутри Лахорской крепости, и оценивается как «жемчужина в короне форта». Как часть более крупного комплекса Лахорской крепости Шиш-Махал был внесён в список всемирного наследия ЮНЕСКО в 1981 году.

## Этимология

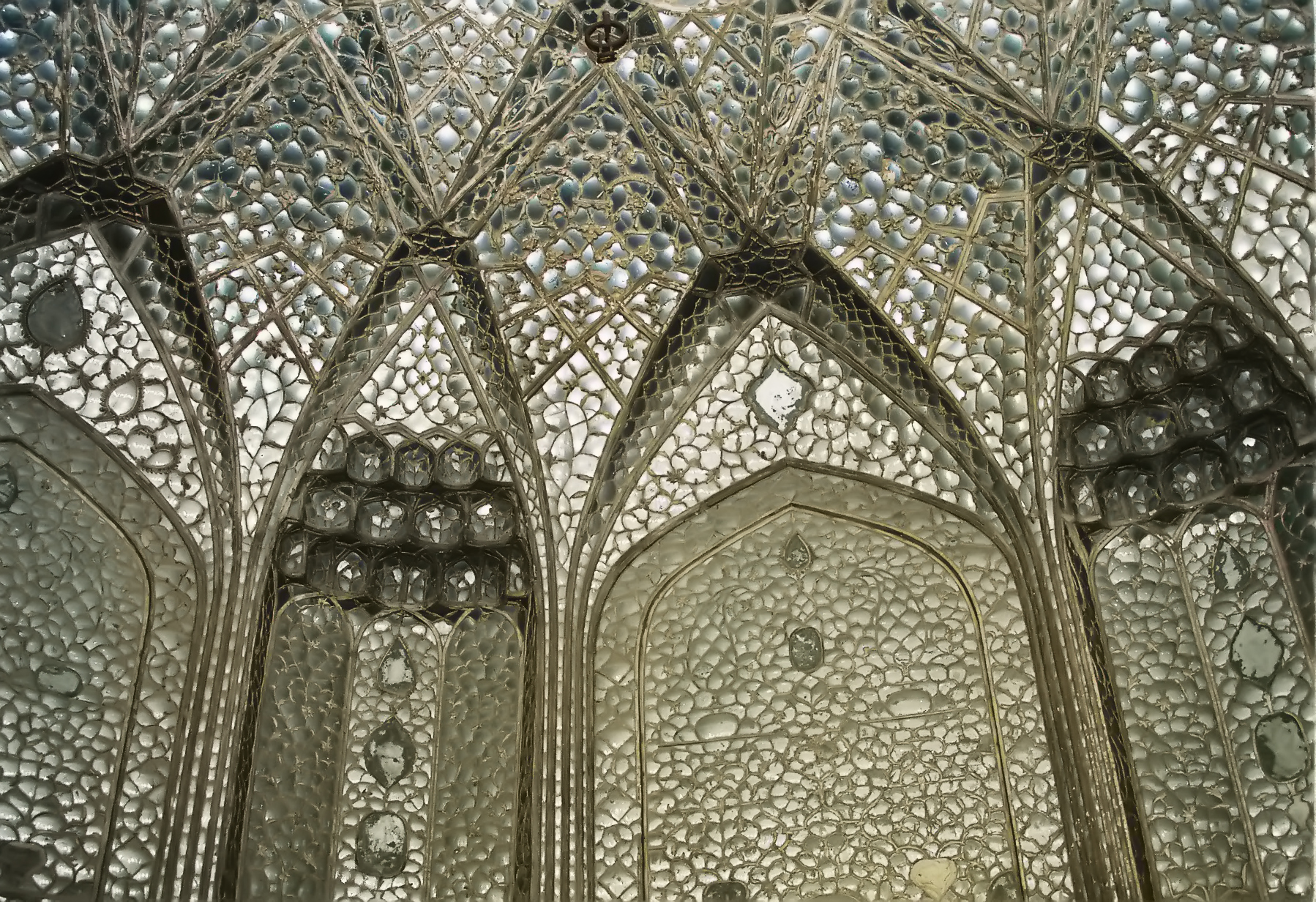
«Дворец зеркал» получил своё название от отражающих стеклянных плиток, украшающих его интерьер.

Шиш-Махал буквально переводится с языка урду как «хрустальный дворец». Однако из-за украшений в виде флорентийской мозаики и замысловатых зеркальных работ, инкрустированных в белые мраморные стены и потолки и создающие блестящий эффект, роскошное здание стало известно как «Дворец зеркал» или «Зеркальный зал». Подобные залы также есть во дворце того же периода в форта Агры, оказавшие влияние на более поздние постройки резиденции Амбер.

## История

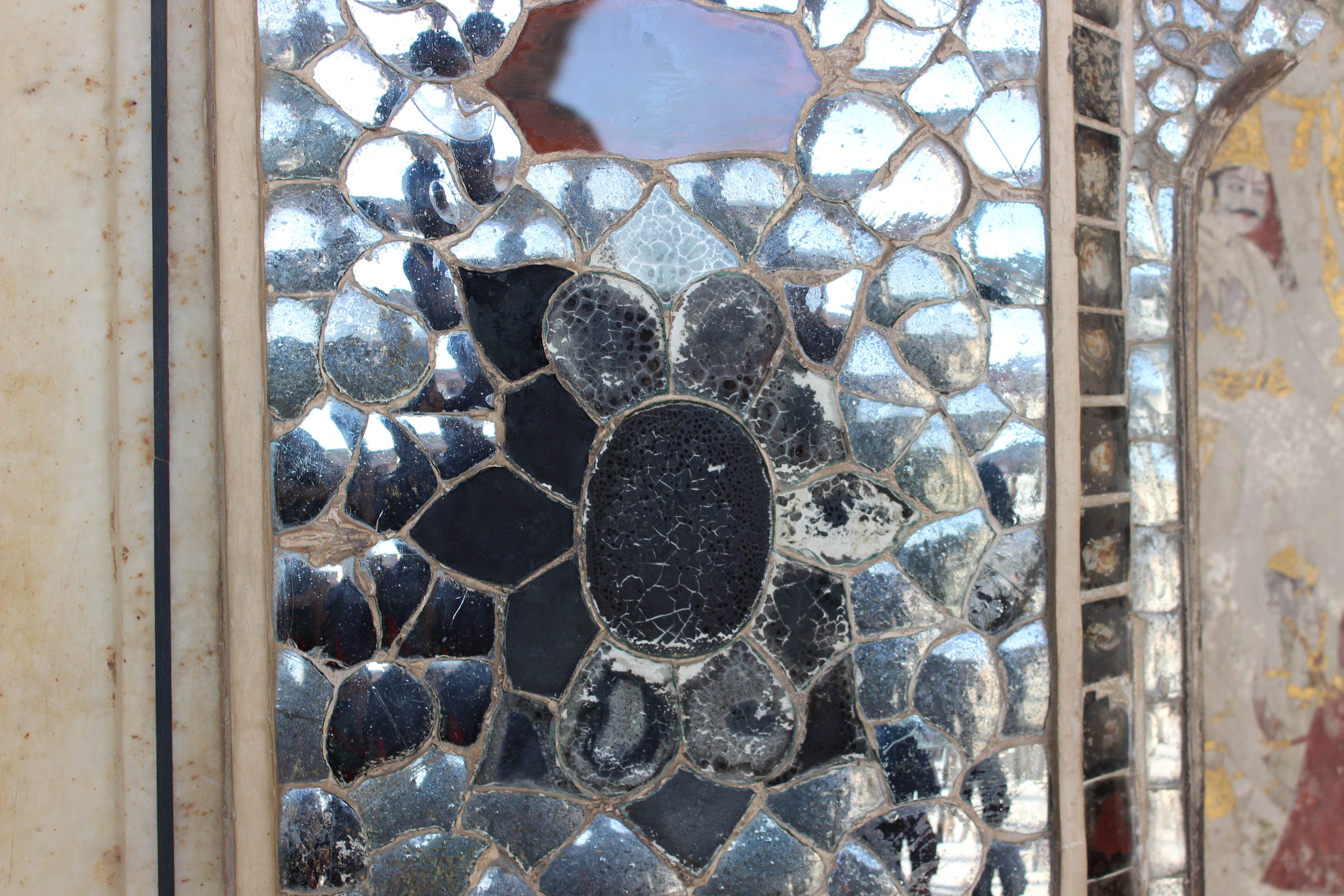
Крупный план зеркальной работы

Прочные кирпичные фундаменты Лахорской крепости были заложены в 1566 году во времена правления могольского императора Акбара I Великого на месте более раннего глинобитного форта. Для строительства новой крепости падишах привлёк опытных ремесленников после завершения ими работ в Фатехпур-Сикри. Впоследствии Шах-Джахан превратил форт в увеселительный комплекс, добавив к нему Диван-и-Хас, Жемчужную мечеть, павильон Наулакха, спальные покои и Шиш-Махал. Последний расположен в квартале Шах-Бурдж (Шахский павильон), который на самом деле был возведён при предшественнике Шах-Джахана, Джахангире. Зал использовался исключительно для частных заседаний императорского совета, которые были частью повседневной жизни падишаха, в то время как весь комплекс был доступен только для императорских принцев, визиря и избранных придворных. Работы по расширению личных покоев Шах-Джахана продолжались с 1628 по 1634 год. Отличительная архитектура эпохи Шах-Джахана отражена в широком использовании белого мрамора и иерархических акцентах в сооружении. Во времена Сикхского государства Шах Бурдж стал излюбленным местом махараджи Ранджита Сингха. Он возвёл гарем на верху Шиш-Махала, который также служил местом, где он обычно демонстрировал свой самый драгоценный камень, бриллиант Кохинур.

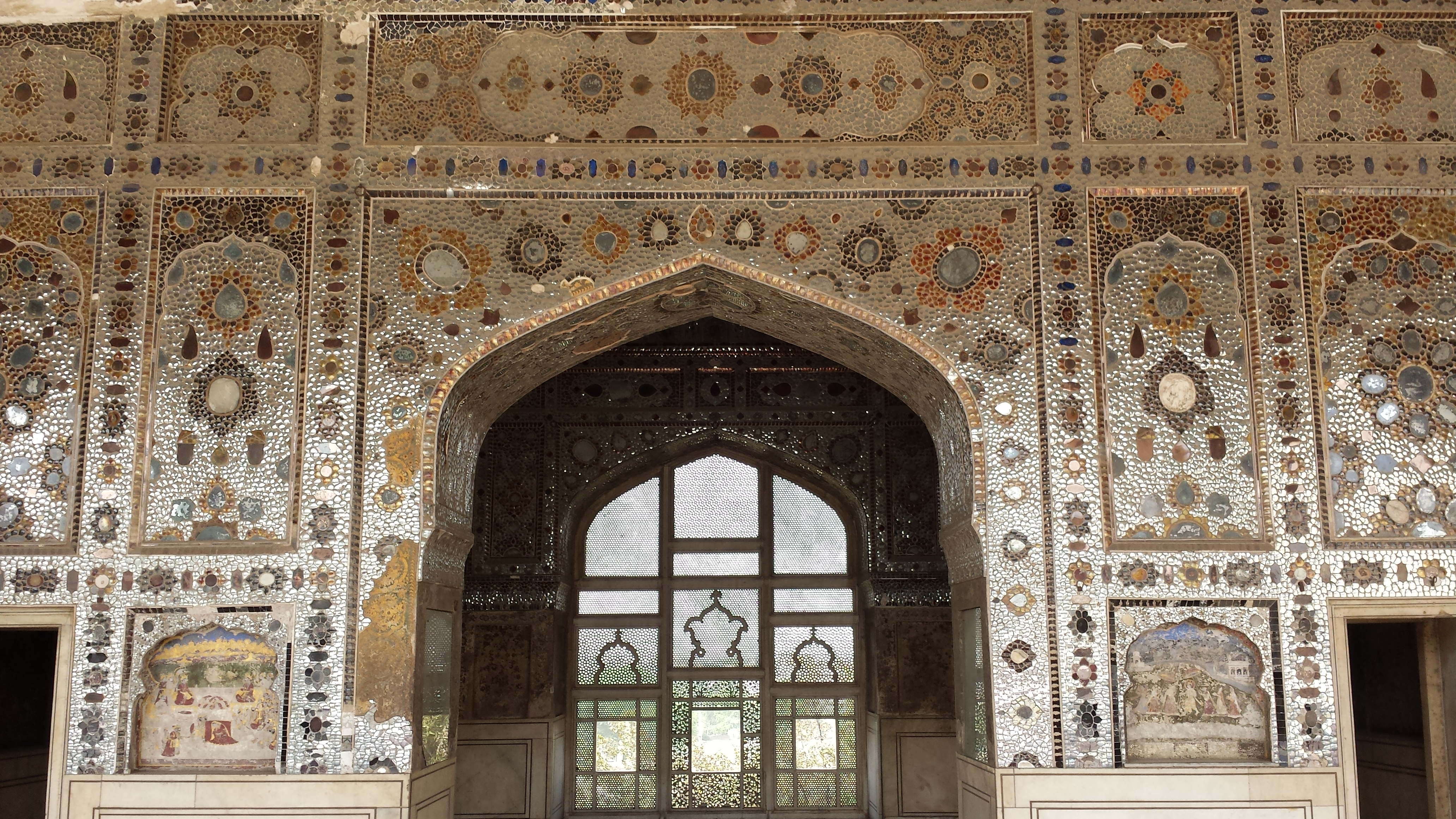
Шиш-Махал искусно украшен мириадами отражающих свет стеклянных плиток.

## Описание

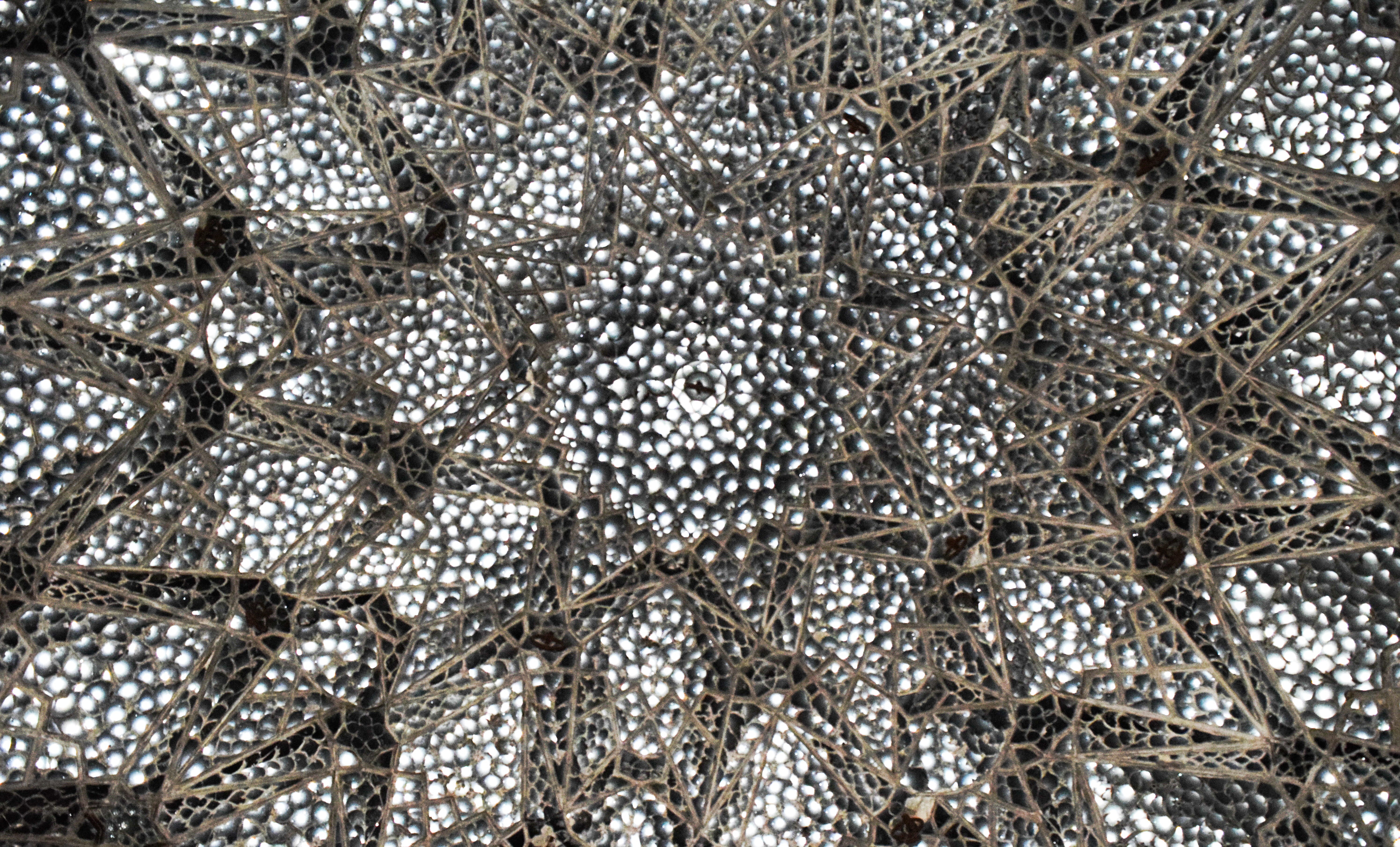
Потолок Шиш-Махал также украшен зеркалами.

Фасад Шиш-Махала, состоящий из пяти остроконечных мраморных арок, опирающихся на соединённые колонны, открывает путь во внутренний двор. Гравированные пазухи сводов и его основания инкрустированы драгоценными камнями. Павильон имеет форму полувосьмиугольника и состоит из помещений, покрытых золочёными главами и причудливо украшенных флорентийской мозаикой и выпуклой стеклянной и зеркальной мозаикой (айина кари) с тысячами маленьких зеркал. По ночам в нём зажигаются свечи. К декоративным элементам Шиш-Махала также относятся лепной узор (мунабат кари) и резные мраморные экраны в геометрических и витых узорах. Крыша центрального зала поднимается на два этажа. Первоначально зал был украшен фресками, которые позже были заменены стеклянной разноцветной мозаикой.

## Сохранность

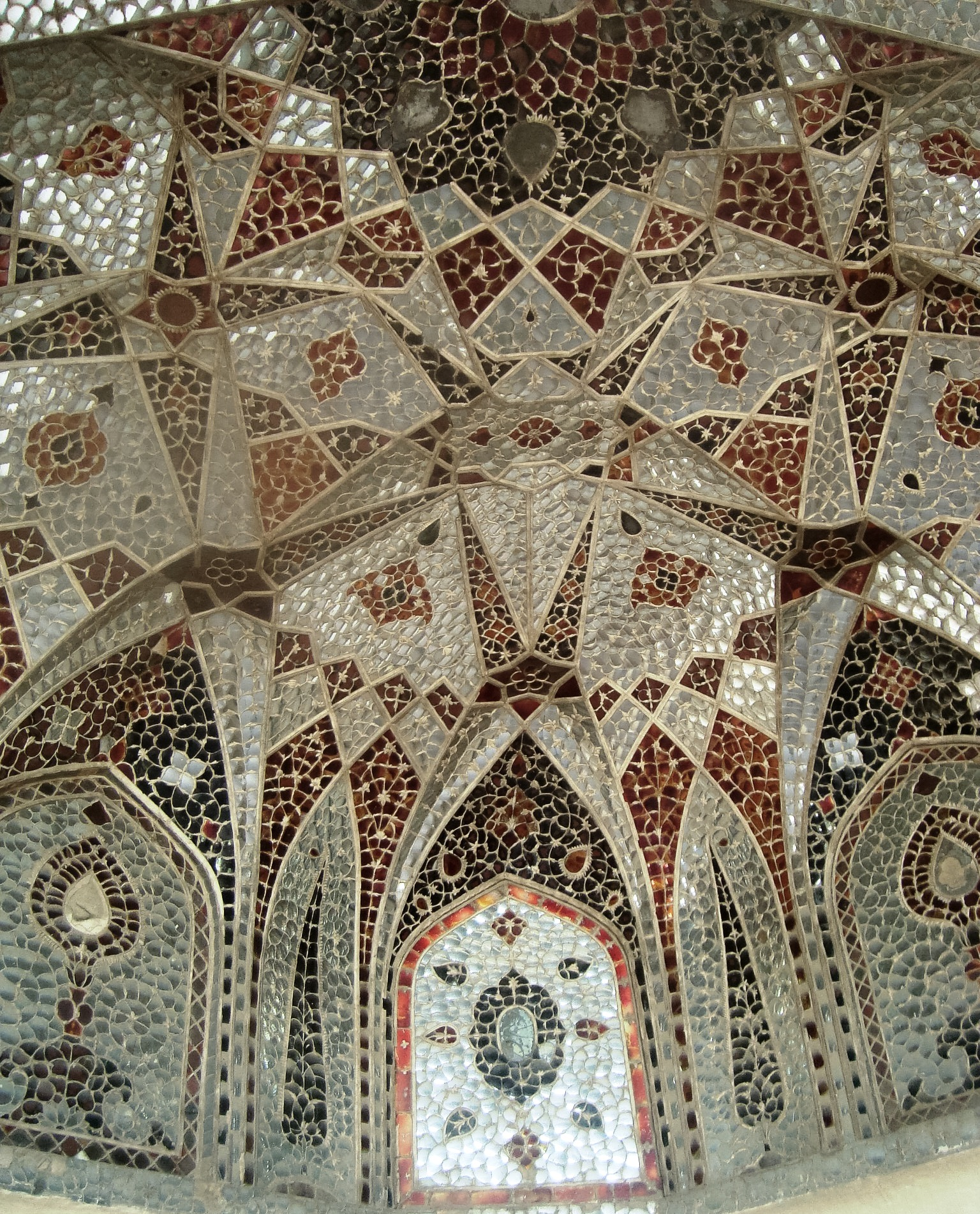
При украшении интерьера также использовалось цветное стекло.

Дополнительные конструкции, возведённые во время последующих сикхских и британских правителей Пенджаба на вершине Шиш-Махала, сделали нагрузку на структуру здания чрезмерной, стало возможно его обрушение. В 1904—1905 годах штукатурка с потолка главной веранды обвалилась, обнажив обветшалые внутренние деревянные балки и проржавевшую крышу. В 1927 году Шиш-Махал был отмечен департаментом археологии Британской Индии и были проведены ремонтные работы в нём. Схожие проблемы возникли в 1960-х годах и были решены путём мелкого ремонта. В 1975 году Шиш-Махал был внесён в список охраняемых памятников в соответствии с Законом о древностях Департаментом археологии Пакистана, а в 1981 году, в качестве части более крупного комплекса Лахорской крепости, он был внесён в список всемирного наследия ЮНЕСКО. Только в 2006 году проблемы с потолком были полностью решены и структура здания была восстановлена.